# NCIS (phim truyền hình)
NCIS (tạm dịch: NCIS: Cơ Quan Điều Tra Hình Sự Hải Quân) là bộ phim truyền hình tố tụng về cảnh sát Hoa Kỳ xoay quanh một đội hư cấu gồm các đặc vụ đến từ NCIS, từ giết người đến gián điệp, tấn công khủng bố đến đánh cắp thông tin bí mật, những nhân vật này đi bất cứ nơi nào cần thiết để điều tra tất cả các tội phạm liên quan đến Hải quân Hoa Kỳ. Khái niệm và dàn nhân vật ban đầu được giới thiệu trong hai tập của series gốc JAG (mùa tám tập 20-21: "Ice Queen" / "Meltdown"). Là phần phụ nổi tiếng và thành công nhất của nguyên tác, kết hợp với các yếu tố thuộc thể loại chính kịch quân sự và tố tụng cảnh sát, NCIS công chiếu lần đầu vào ngày 23 tháng 9 năm 2003 trên đài CBS. Donald P. Bellisario và Don McGill là hai thành viên đầu tiên đồng sáng tạo kiêm giám đốc sản xuất loạt phim nhượng quyền thương mại NCIS. Tính đến năm 2022, NCIS là bộ phim truyền hình dài thứ ba có kịch bản không hoạt hình vào khung giờ vàng của Hoa Kỳ đang lên sóng, chỉ đứng sau Law & Order: Special Victims Unit (1999–nay) và Law & Order (1990–2010, 2022–hiện tại). Tác phẩm cũng là series truyền hình dài thứ 7 có kịch bản trong khung giờ cao điểm của Mỹ nói chung.
Ban đầu dự án sở hữu tiêu đề bị thừa thông tin – Navy NCIS: Naval Criminal Investigative Service, sau đó được rút ngắn lại thành NCIS: Naval Criminal Investigative Service và cuối cùng là NCIS. Trong mùa 6, một tập phim gồm hai phần đã dẫn đến loạt phim phụ có tựa đề NCIS: Los Angeles. Điều tương tự tiếp tục diễn ra ở mùa 11, series phụ thứ hai được ra đời với cái tên NCIS: New Orleans. Mặc dù phim có sự khởi đầu xếp hạng còn khá chậm, hầu như không lọt vào tốp 30 trong hai phần đầu tiên, nhưng kể từ mùa 3 trở đi đã cho thấy sự tiến bộ vượt bậc, liên tục đứng trong tốp 20. Đến mùa 6, NCIS đã trở thành bộ phim ăn khách thuộc tốp 5 và vẫn giữ nguyên vị trí kể từ đó. Năm 2011, NCIS chính là chương trình truyền hình được yêu thích nhất nước Mỹ trong một cuộc thăm dò ý kiến trực tuyến của Harris Poll. Tác phẩm kết thúc phần 10 với tư cách là series TV có lượng theo dõi nhiều nhất ở Hoa Kỳ trong mùa truyền hình mạng 2012–13.
Dựa trên dữ liệu từ 66 quốc gia phát sóng, chương trình đã thu hút được một lượng khán giả toàn cầu khổng lồ ước tính tối thiểu lên đến con số 57.6 triệu người xem vào năm 2013, chính thức giúp NCIS trở thành "bộ phim được theo dõi nhiều nhất trên thế giới". Liên Hoan Truyền Hình Monte-Carlo công nhận đây là một trong những loạt phim chính kịch nổi tiếng nhất toàn cầu và đã ba lần trao giải Phim Truyền Hình Dài Tập Xuất Sắc Nhất. Ngoài ra NCIS cũng nhận được 3 đề cử Giải Emmy Giờ Vàng danh giá, 17 đề cử Giải Sự Lựa Chọn Của Công Chúng cùng nhiều thành tựu khác trong lĩnh vực truyền hình.

## Tiền đề
NCIS là loạt phim truyền hình tố tụng về cảnh sát xoay quanh một nhóm hư cấu gồm các đặc vụ của Đội Phản Ứng Vụ Án Chính từ Cơ Quan Điều Tra Hình Sự Hải Quân, đây là cơ quan thực thi pháp luật liên bang chính của Bộ Hải Quân Hoa Kỳ. Đơn vị được giao nhiệm vụ điều tra tất cả các loại tội phạm liên quan đến Hải quân, Thủy quân lục chiến Mỹ và gia đình họ mà không phân biệt cấp bậc hay chức vụ. Đặt trụ sở tại xưởng hải quân ở thủ đô Washington, D.C., đội NCIS hoạt động ngoài vòng quân sự được dẫn dắt đến cuối mùa 18 bởi đặc vụ cấp cao giàu kinh nghiệm Leroy Jethro Gibbs (Mark Harmon) - một cựu trung sĩ xạ thủ của thủy quân lục chiến, có tay nghề cao, thông minh, thường dựa nhiều vào bản năng cũng như bằng chứng để giải quyết vụ án. Cựu nhân viên FBI - đặc vụ giám sát Alden Parker (Gary Cole) hiện nắm giữ vai trò trưởng nhóm thay thế.

## Diễn viên
- Mark Harmon trong vai Đặc vụ Giám sát NCIS Leroy Jethro Gibbs (phần 1–19)
  - Sean Harmon trong vai Leroy Jethro Gibbs thời trẻ
- Sasha Alexander trong vai Đặc Vụ NCIS Caitlin Todd (vai chính: phần 1–2 / vai khách mời: phần 3)
- Michael Weatherly trong vai Đặc Vụ Cấp Cao NCIS Anthony DiNozzo (phần 1–13)
- Pauley Perrette trong vai Chuyên Gia Pháp Y NCIS Abby Sciuto (phần 1–15)
- David McCallum trong vai Dr. Donald "Ducky" Mallard (phần 1–hiện tại)
  - Adam Campbell trong vai Donald "Ducky" Mallard thời trẻ
- Sean Murray trong vai Đặc Vụ Cấp Cao NCIS Timothy McGee (vai định kỳ: phần 1 / vai chính: phần 2–hiện tại)
- Cote de Pablo trong vai Đặc Vụ NCIS Ziva David (vai chính: phần 3–11 / khách mời: phần 3 và 16 / định kỳ: phần 17)
- Lauren Holly trong vai Giám Đốc NCIS Jenny Shepard (định kỳ: phần 3 / vai chính: phần 3–5)
- Rocky Carroll trong vai Giám Đốc NCIS  Leon Vance (định kỳ: phần 5 / vai chính: phần 6–hiện tại)
- Brian Dietzen trong vai Tiến sĩ Jimmy Palmer (định kỳ: phần 1–5 / vai phụ: phần 6–9 / vai chính: phần 10–hiện tại)
- Emily Wickersham trong vai Đặc Vụ NCIS Eleanor Bishop (khách mời: phần 11 / vai chính: phần 11–18)
- Wilmer Valderrama trong vai Đặc Vụ NCIS Nicholas Torres (phần 14–hiện tại)
- Jennifer Esposito trong vai Đặc Vụ NCIS Alexandra Quinn (phần 14)
- Duane Henry trong vai Đặc vụ Quốc Tế NCIS Clayton Reeves (khách mời: phần 13 / vai chính: phần 14–15)
- Maria Bello trong vai Tiến sĩ Tâm lý và Đặc vụ NCIS Jacqueline Sloane (phần 15–18)
- Diona Reasonover trong vai Chuyên Gia Pháp Y NCIS Kasie Hines (định kỳ: phần 15 / vai chính: phần 16–hiện tại)
- Luật Katrina trong vai Đặc Vụ NCIS Jessica Knight (khách mời: phần 18 / vai chính: phần 19–hiện tại)
- Gary Cole trong vai Đặc Vụ Giám Sát NCIS Alden Parker (phần 19–hiện tại)

Chỉ có David McCallum vào vai Tiến Sĩ Donald "Ducky" Mallard là được xuất hiện trong danh đề cho mọi tập kể từ khi chương trình bắt đầu.

## Tập phim

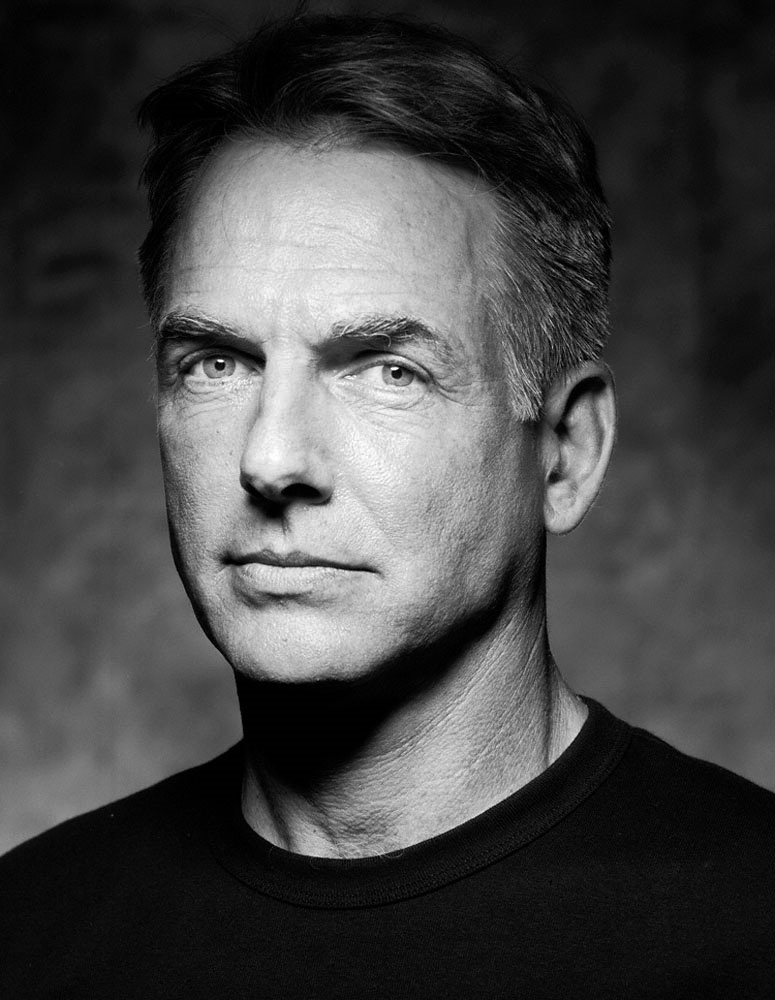
Mark Harmon là ngôi sao chính của loạt phim.

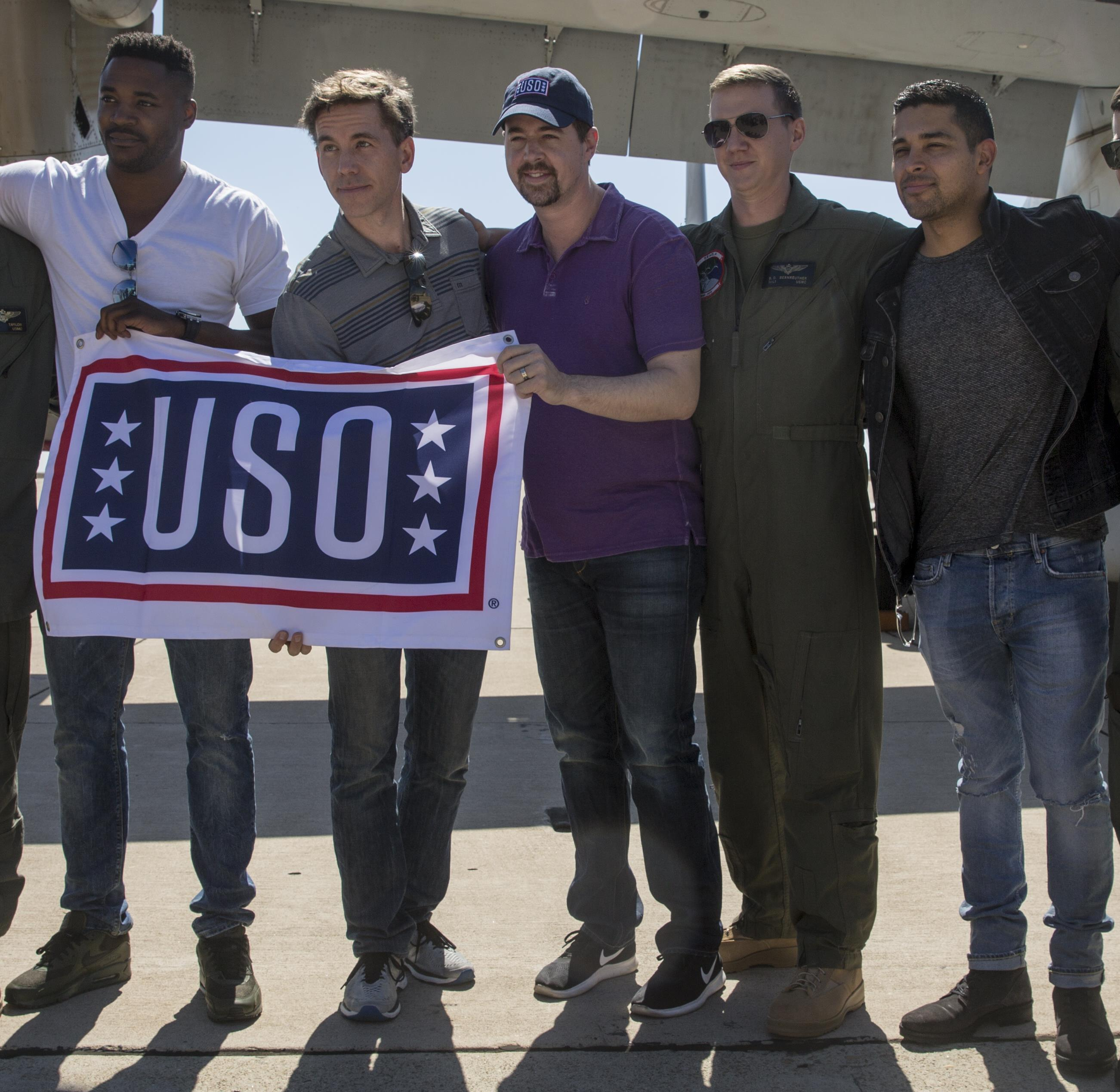
(từ trái sang) Duane Henry, Brian Dietzen, Sean Murray và Wilmer Valderrama.

### Tổng quan
| Mùa | Mùa   | Số tập | Số tập | Phát sóng gốc        | Phát sóng gốc       | Rank | Rating |
| Mùa | Mùa   | Số tập | Số tập | Phát sóng lần đầu    | Phát sóng lần cuối  | Rank | Rating |
| --- | ----- | ------ | ------ | -------------------- | ------------------- | ---- | ------ |
|     | Intro | 2      | 2      | 22 tháng 4 năm 2003  | 29 tháng 4 năm 2003 | —    | —      |
|     | 1     | 23     | 23     | 23 tháng 9 năm 2003  | 25 tháng 5 năm 2004 | 23   | 7.8    |
|     | 2     | 23     | 23     | 28 tháng 9 năm 2004  | 24 tháng 5 năm 2005 | 22   | 8.8    |
|     | 3     | 24     | 24     | 20 tháng 9 năm 2005  | 16 tháng 5 năm 2006 | 12   | 9.8    |
|     | 4     | 24     | 24     | 19 tháng 9 năm 2006  | 22 tháng 5 năm 2007 | 15   | 9.0    |
|     | 5     | 19     | 19     | 25 tháng 9 năm 2007  | 20 tháng 5 năm 2008 | 11   | 9.2    |
|     | 6     | 25     | 25     | 23 tháng 9 năm 2008  | 19 tháng 5 năm 2009 | 5    | 10.9   |
|     | 7     | 24     | 24     | 22 tháng 9 năm 2009  | 25 tháng 5 năm 2010 | 4    | 11.5   |
|     | 8     | 24     | 24     | 21 tháng 9 năm 2010  | 17 tháng 5 năm 2011 | 5    | 11.8   |
|     | 9     | 24     | 24     | 20 tháng 9 năm 2011  | 15 tháng 5 năm 2012 | 2    | 12.3   |
|     | 10    | 24     | 24     | 25 tháng 9 năm 2012  | 14 tháng 5 năm 2013 | 1    | 13.5   |
|     | 11    | 24     | 24     | 24 tháng 9 năm 2013  | 13 tháng 5 năm 2014 | 1    | 12.6   |
|     | 12    | 24     | 24     | 23 tháng 9 năm 2014  | 12 tháng 5 năm 2015 | 2    | 11.6   |
|     | 13    | 24     | 24     | 22 tháng 9 năm 2015  | 17 tháng 5 năm 2016 | 1    | 12.8   |
|     | 14    | 24     | 24     | 20 tháng 9 năm 2016  | 16 tháng 5 năm 2017 | 2    | 11.4   |
|     | 15    | 24     | 24     | 26 tháng 9 năm 2017  | 22 tháng 5 năm 2018 | 2    | 10.3   |
|     | 16    | 24     | 24     | 25 tháng 9 năm 2018  | 21 tháng 5 năm 2019 | 3    | 9.6    |
|     | 17    | 20     | 20     | 24 tháng 9 năm 2019  | 14 tháng 4 năm 2020 | 3    | 10.1   |
|     | 18    | 16     | 16     | 17 tháng 11 năm 2020 | 25 tháng 5 năm 2021 | 4    | 10.3   |
|     | 19    | 21     | 21     | 20 tháng 9 năm 2021  | 23 tháng 5 năm 2022 | 4    | 11.9   |
|     | 20    | 22     | 22     | 19 tháng 9 năm 2022  | 22 tháng 5 năm 2023 | 5    | 12.7   |

### Thí điểm cửa hậu

#### JAG
Hai tập mùa 8 của loạt phim gốc JAG mang tên "Ice Queen" và "Meltdown" đóng vai trò là thí điểm cho NCIS. Nội dung tập phim đã giới thiệu sơ lược các nhân vật Jethro Gibbs, Anthony DiNozzo, Vivian Blackadder, Abby Sciuto và Donald "Ducky" Mallard.
Patrick Labyorteaux xuất hiện trên NCIS với vai diễn trong JAG ở ba tập "Hung Out to Dry", "Rogue" và "Dark Secrets". Alicia Coppola trở lại loạt phim trong "UnSEALed", "Call of Silence" và "Hometown Hero". Adam Baldwin góp mặt ở tập "A Weak Link" và John M. Jackson tham gia với tư cách là đô đốc đã nghỉ hưu A. J. Chegwidden trong tập "Damned If You Do".

#### NCIS: Los Angeles
Tập phim "Legend" chia làm hai phần trong mùa 6 của NCIS đóng vai trò là thí điểm cho series NCIS: Los Angeles. "Legend" giới thiệu Chris O'Donnell trong vai G. Callen, LL Cool J hóa thân thành Sam Hanna, Daniela Ruah đảm nhận nhân vật Kensi Blye và Barrett Foa vào vai Eric Beale.
Rocky Carroll trở lại trên NCIS: Los Angeles với tư cách là giám đốc NCIS Leon Vance, Pauley Perrette xuất hiện hai lần với vai Abby và Michael Weatherly tham gia dưới danh nghĩa nhân vật Anthony DiNozzo. Các ngôi sao khách mời của NCIS cũng đóng lại các vai giữa loạt phim gồm có David Dayan Fisher và Kelly Hu. Ngoài ra, John M. Jackson cũng xuất hiện trên NCIS: Los Angeles với tư cách là nhân vật đô đốc A. J. Chegwidden trong bộ phim nguyên tác JAG.

#### NCIS: New Orleans
Tương tự, tập phim "Crescent City" chia làm hai phần trong mùa 11 của NCIS đóng vai trò là thí điểm cho series NCIS: New Orleans. "Crescent City" giới thiệu Scott Bakula trong vai Dwayne Pride, Lucas Black hóa thân thành Christopher LaSalle, Zoe McLellan đảm nhận nhân vật Meredith Brody và CCH Pounder vào vai Loretta Wade.
Rocky Carroll tái xuất với tư cách là giám đốc Leon Vance, trong khi các nhân vật chính của loạt phim NCIS như Mark Harmon, Michael Weatherly, Pauley Perrette, Sean Murray, Emily Wickersham, Wilmer Valderrama, David McCallum và Brian Dietzen đều đã xuất hiện trong NCIS: New Orleans. Các diễn viên định kỳ của NCIS là Meredith Eaton, Joe Spano, Diane Neal và Leslie Hope đều là khách mời trong loạt phim phụ này.

## Sản xuất

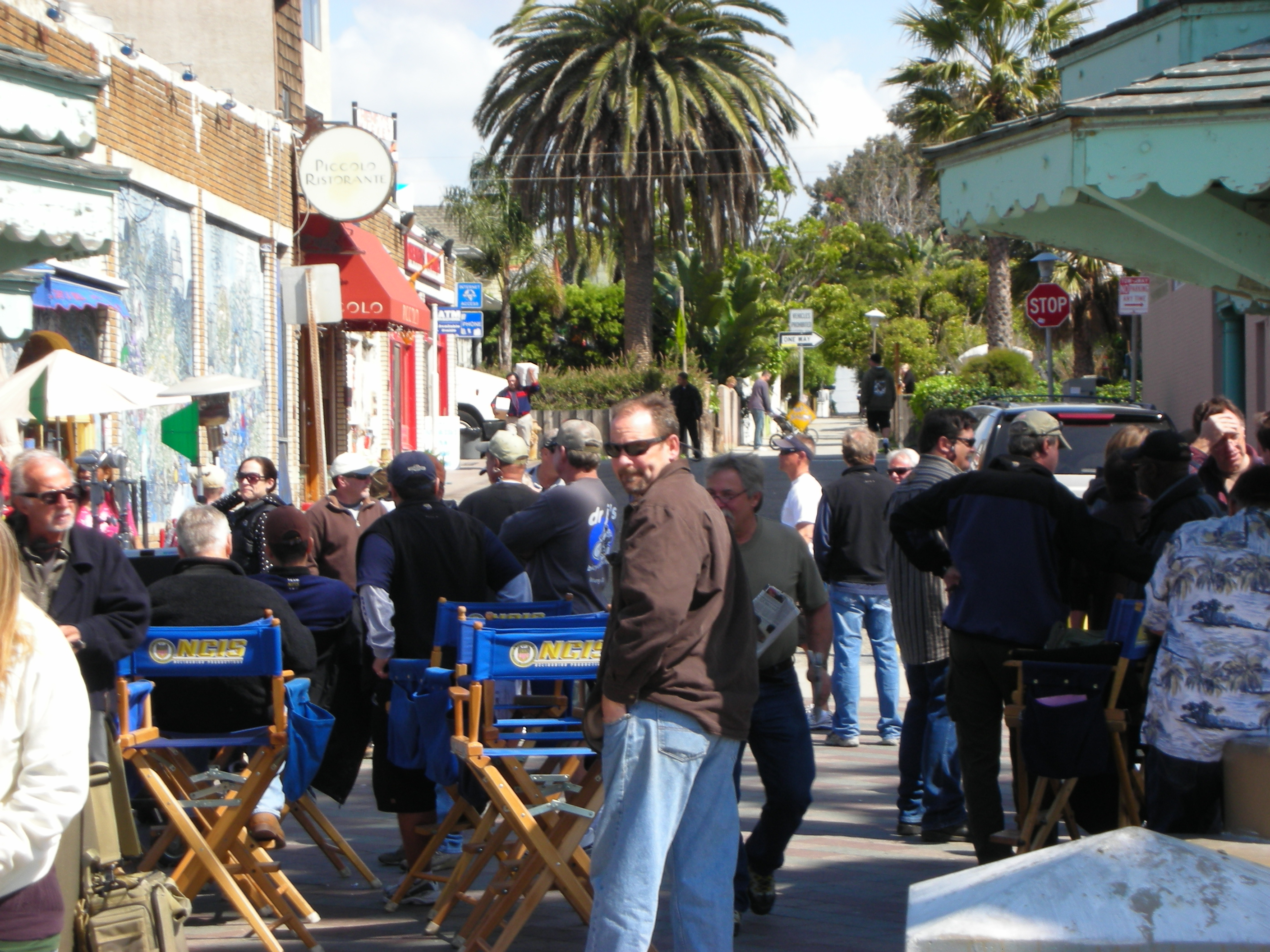
Một cảnh tại phim trường của bộ phim vào năm 2009.

### Tựa đề
Trước khi ra mắt, loạt quảng cáo trên CBS đã xác định chương trình là "Naval CIS". Đến thời điểm công chiếu xuyên suốt mùa một, tác phẩm được phát sóng với cái tên Navy NCIS. Tuy nhiên các nhà sản xuất sau đó nhận thấy ký tự "N" trong NCIS là viết tắt của "Naval", vậy nên tựa đề đã bị thừa nghĩa không cần thiết. Quyết định sử dụng cụm từ này được cho là do CBS đưa ra, trước sự phản đối của Bellisario, ông vẫn thích tên cũ hơn vì cảm thấy nó sẽ:
- Thu hút người xem mới (đặc biệt là fan hâm mộ của loạt phim JAG), họ có thể không biết chữ viết tắt NCIS.
- Phân biệt giữa hai series NCIS và CSI của đài CBS vì đều có chủ đề tương tự, phát âm nghe thoáng qua khá giống nhau và một loạt sản phẩm phụ của hai bộ phim này. (Ví dụ: tiêu đề ban đầu thường bị trích dẫn sai và nhại lại thành "Navy CSI", chi tiết này lại do chính chương trình đề cập đến trong tập đầu tiên)[8]

### Phát triển
Năm 2011, NCIS được bình chọn là chương trình truyền hình yêu thích nhất nước Mỹ trong một cuộc thăm dò ý kiến trực tuyến của Harris Poll. Khi kết thúc phần thứ mười, tác phẩm chiếm giữ vị trí series được xem nhiều nhất ở Hoa Kỳ trong mùa truyền hình mạng 2012–13. Diona Reasonover tham gia dàn diễn viên chính ở phần mười sáu sau sự ra đi của Duane Henry và Pauley Perrette. Mùa thứ mười bảy công chiếu vào ngày 24 tháng 9 năm 2019, và phần tiếp theo tiếp tục ra mắt ở quý cuối năm sau.

### Ngắt cảnh
Từ tập hai "Lt. Jane Doe" trở đi, loạt phim bắt đầu chiếu các đoạn phim đen trắng dài hai giây. Các clip này được gọi là "phoofs" hiển thị ở đầu mỗi phân đoạn mô tả hai giây cuối cùng của phân đoạn đó, mỗi tập thường bao gồm năm hoặc sáu đoạn được phân tách bằng quảng cáo. Ngoài ra, kể từ phần ba, một cảnh quay đóng băng khung hình cũng được sử dụng ở thước phim cuối của hầu hết các tập.

### Nhân sự
Trong tháng 5 năm 2007, truyền thông loan tin Donald P. Bellisario sẽ rút khỏi chương trình vì lý do bất đồng với ngôi sao loạt phim Mark Harmon. Nhiệm vụ của Bellisario với tư cách là nhà sản xuất phim truyền hình / biên kịch chính được giao lại cho những cộng tác viên lâu năm của loạt phim, bao gồm cả đồng điều hành sản xuất Chas. Floyd Johnson và Shane Brennan, Bellisario vẫn giữ chức vụ giám đốc sản xuất. Vào mùa thu năm 2009, Gary Glasberg gia nhập đoàn làm phim và trở thành nhà điều hành "hàng ngày" của NCIS vì Shane Brennan còn phải tập trung vào dự án phụ NCIS: Los Angeles. Đến ngày 28 tháng 9 năm 2016, Glasberg qua đời trong giấc ngủ ở tuổi 50.

## Phát hành

### Phát sóng
NCIS phát sóng trên Network Ten và TV Hits (trước đây là TV1) tại Úc, Global (được cung cấp trên các kênh chị em Showcase và Lifetime) ở Canada, TV3 và The Box ở New Zealand, Seriale+ (công chiếu lần đầu), TVN (phát trên truyền hình miễn phí), TVN7 (phát lại), AXN (chiếu lại), (Ấn Độ) Fox Crime, Star World India, (Pakistan) ARY Digital, ARY Zindagi, TVOne Pakistan và TV Puls (chiếu lại) ở Ba Lan, Disney+ Hotstar và Rock Entertainment ở Đông Nam Á, CBS Justice, Channel 5 và 5USA ở Vương quốc Anh, M6 ở Pháp, RTÉ2 ở Ireland, Rai 2 ở Ý và Ion Television ở Hoa Kỳ.

### Tại gia
19 mùa đầu tiên của NCIS đã ra mắt ở khu vực 1, 2 và 4. Tại Đức (khu vực 2), các mùa 1–4 và 5–8 được phát hành thành hai bộ riêng biệt cho mỗi phần. DVD phần đầu tiên bỏ qua hai tập giới thiệu từ mùa tám của series truyền hình JAG, tuy nhiên chúng vẫn có sẵn trên phiên bản DVD của JAG.

### Điện ảnh TV
Tại Vương quốc Anh, một số tập chia làm nhiều phần của NCIS đã được biên tập lại thành phim điện ảnh chiếu trên các kênh truyền hình như Channel 5, 5USA, CBS Action và Fox UK. Cụ thể:
| Tựa đề                                      | Nguyên tác                                         | Ngày phát sóng                            | Độ dài        | Nguồn         |
| ------------------------------------------- | -------------------------------------------------- | ----------------------------------------- | ------------- | ------------- |
| The NCIS Movie: Enemies                     | "Enemies Foreign" / "Enemies Domestic"             | 20 tháng 5, 2013                          | 1 giờ 20 phút | [ 29 ] [ 30 ] |
| The NCIS Movie: Judgement Day               | "Judgment Day (Part I)" / "Judgment Day (Part II)" | 10 tháng 6, 2013                          | 1 giờ 40 phút | [ 31 ]        |
| The NCIS Movie: Legend (Legend Compilation) | "Legend (Part I)" / "Legend (Part II)"             | 10 tháng 6, 2013                          | 1 giờ 45 phút | [ 32 ] [ 33 ] |
| The NCIS Movie: Kill Ari                    | "Kill Ari (Part I)" / "Kill Ari (Part II)"         | 22 tháng 8, 2013                          | 2 giờ         | [ 34 ] [ 35 ] |
| The NCIS Movie: War on Terror               | "Engaged (Part I)" / "Engaged (Part II)"           | 1 tháng 2, 2014                           | 1 giờ 20 phút | [ 36 ]        |
| The NCIS Movie: Payback                     | "Borderland" / "Patriot Down" / "Rule Fifty-One"   | 1 tháng 3, 2014                           | 2 giờ 35 phút | [ 37 ]        |
| The NCIS Movie: Shell Shock                 | "Shell Shock (Part I)" / "Shell Shock (Part II)"   | 11 tháng 4, 2014                          | 1 giờ 30 phút | [ 38 ]        |
| Death Wish (Part I & II)                    | "Shabbat Shalom" / "Shiva"                         | 16 tháng 4, 2014 (1) 18 tháng 4, 2014 (2) | 1 giờ 40 phút | [ 39 ] [ 40 ] |
| The NCIS Movie: Race Against Terror: Hiatus | "Hiatus (Part I)" / "Hiatus (Part II)"             | - 20 tháng 8, 2016 - 17 tháng 9, 2016     | 1 giờ 50 phút | [ 41 ] [ 42 ] |

### Nhạc nền
CBS Records phát hành nhạc phim đầu tiên của chương trình vào ngày 10 tháng 2 năm 2009. The Official TV Soundtrack là một tập nhạc 22 đĩa bao gồm danh sách bài hát hoàn toàn mới của những nghệ sĩ hàng đầu nổi bật trong các tập phim, cũng như chủ đề gốc series do nhóm Numeriklab sản xuất (lần đầu tiên được bán trên thị trường) và một bản phối lại chủ đề qua sự thể hiện của ban nhạc Ministry. Bộ này cũng gồm các ca khúc do hai nghệ sĩ Pauley Perrette và Coté de Pablo trình diễn.
Phần tiếp theo ra mắt vào ngày 3 tháng 11 năm 2009. NCIS: The Official TV Soundtrack – Vol. 2 là một bộ đĩa chứa nhiều bài hát chưa được phát hành xuyên suốt mùa thứ bảy của series, trong đó có một bản thu âm mang tên "Bitter and Blue" cũng như hai ca khúc được sử dụng ở các mùa trước.

### Khác
Vào năm 2010, CBS Interactive và GameHouse đã phát hành trò chơi điện tử di động mang tên NCIS: The Game cho hệ điều hành iOS, Android, BlackBerry, Windows Mobile và BREW/J2ME. Game có năm hiện trường vụ án khác nhau được viết bởi các tác giả của loạt phim gốc.
Đến ngày 1 tháng 11 năm 2011, Ubisoft tiếp tục ra mắt video game chuyển thể từ NCIS trên các hệ máy PC, Xbox 360, PlayStation 3 và Wii. Phiên bản Nintendo 3DS phát hành ngày 6 tháng 3 năm 2012. Game bị xem là trò chế nhạo chương trình và nhận về xếp hạng 2/10 trên GameSpot. Ngoài ra còn có một trò chơi khác trên Facebook và di động được biết đến với cái tên NCIS: Hidden Crimes.

## Đón nhận
Năm 2016, The New York Times đưa tin NCIS "phổ biến nhất ở các vùng nông thôn", đặc biệt là khu vực Maine và Pennsylvania.

### Xếp hạng
Bảng xếp hạng theo mùa (dựa trên tổng số người xem trung bình mỗi tập) của NCIS.
Lưu ý: Mỗi mùa truyền hình mạng của Hoa Kỳ bắt đầu vào cuối tháng 9 và kết thúc vào cuối tháng 5.
| Mùa | Tập | Khe thời gian (ET)   | Phát sóng ban đầu | Phát sóng ban đầu | Phát sóng ban đầu | Xếp hạng truyền hình trực tiếp | Xếp hạng truyền hình trực tiếp | Xếp hạng truyền hình trực tiếp | Xếp hạng truyền hình trực tiếp |
| Mùa | Tập | Khe thời gian (ET)   | Mùa ra mắt        | Mùa cuối          | Mùa TV            | Người xem (triệu)              | Thứ hạng (triệu)               | Nhóm tuổi (18–49)              |                                |
| --- | --- | -------------------- | ----------------- | ----------------- | ----------------- | ------------------------------ | ------------------------------ | ------------------------------ | ------------------------------ |
| 1   | 23  | Thứ Ba 8:00 giờ tối  | 23 tháng 9, 2003  | 25 tháng 5, 2004  | 2003–04           | 11.84                          | 26                             | N/A                            |                                |
| 2   | 23  | Thứ Ba 8:00 giờ tối  | 28 tháng 9, 2004  | 24 tháng 5, 2005  | 2004–05           | 13.57                          | 22                             | N/A                            |                                |
| 3   | 24  | Thứ Ba 8:00 giờ tối  | 20 tháng 9, 2005  | 16 tháng 5, 2006  | 2005–06           | 15.27                          | 16                             | N/A                            |                                |
| 4   | 24  | Thứ Ba 8:00 giờ tối  | 19 tháng 9, 2006  | 22 tháng 5, 2007  | 2006–07           | 14.54                          | 20                             | N/A                            |                                |
| 5   | 19  | Thứ Ba 8:00 giờ tối  | 25 tháng 9, 2007  | 20 tháng 5, 2008  | 2007–08           | 14.41                          | 14                             | N/A                            |                                |
| 6   | 25  | Thứ Ba 8:00 giờ tối  | 23 tháng 9, 2008  | 19 tháng 5, 2009  | 2008–09           | 17.77                          | 5                              | N/A                            |                                |
| 7   | 24  | Thứ Ba 8:00 giờ tối  | 22 tháng 9, 2009  | 25 tháng 5, 2010  | 2009–10           | 19.33                          | 4                              | 4.1                            |                                |
| 8   | 24  | Thứ Ba 8:00 giờ tối  | 21 tháng 9, 2010  | 17 tháng 5, 2011  | 2010–11           | 19.46                          | 5                              | 4.1                            |                                |
| 9   | 24  | Thứ Ba 8:00 giờ tối  | 20 tháng 9, 2011  | 15 tháng 5, 2012  | 2011–12           | 19.49                          | 3                              | 4.0                            |                                |
| 10  | 24  | Thứ Ba 8:00 giờ tối  | 25 tháng 9, 2012  | 14 tháng 5, 2013  | 2012–13           | 21.34                          | 1                              | 4.0                            |                                |
| 11  | 24  | Thứ Ba 8:00 giờ tối  | 24 tháng 9, 2013  | 13 tháng 5, 2014  | 2013–14           | 19.77                          | 3                              | 3.3                            |                                |
| 12  | 24  | Thứ Ba 8:00 giờ tối  | 23 tháng 9, 2014  | 12 tháng 5, 2015  | 2014–15           | 18.25                          | 3                              | 2.4                            |                                |
| 13  | 24  | Thứ Ba 8:00 giờ tối  | 22 tháng 9, 2015  | 17 tháng 5, 2016  | 2015–16           | 16.61                          | 3                              | 2.2                            |                                |
| 14  | 24  | Thứ Ba 8:00 giờ tối  | 20 tháng 9, 2016  | 16 tháng 5, 2017  | 2016–17           | 14.63                          | 3                              | 2.5                            |                                |
| 15  | 24  | Thứ Ba 8:00 giờ tối  | 26 tháng 9, 2017  | 22 tháng 5, 2018  | 2017–18           | 17.02                          | 5                              | 2.2                            |                                |
| 16  | 24  | Thứ Ba 8:00 giờ tối  | 25 tháng 9, 2018  | 21 tháng 5, 2019  | 2018–19           | 15.57                          | 3                              | 1.9                            |                                |
| 17  | 20  | Thứ Ba 8:00 giờ tối  | 24 tháng 9, 2019  | 14 tháng 4, 2020  | 2019–20           | 15.33                          | 2                              | 1.7                            |                                |
| 18  | 16  | Thứ Ba 8:00 giờ tối  | 17 tháng 11, 2020 | 25 tháng 5, 2021  | 2020–21           | 12.58                          | 3                              | 1.2                            |                                |
| 19  | 21  | Thứ Hai 9:00 giờ tối | 20 tháng 9, 2021  | 23 tháng 5, 2022  | 2021–22           | 10.90                          | 3                              | 0.9                            |                                |
| 20  | 22  | Thứ Hai 9:00 giờ tối | 19 tháng 9, 2022  | 22 tháng 5, 2023  | 2022–23           |                                |                                |                                |                                |

- Kể từ mùa 7, NCIS là chương trình có kịch bản được xem nhiều nhất trên truyền hình Mỹ. Trong mùa phim 2012–13, đây cũng là series có lượng theo dõi nhiều nhất trong năm, vượt qua cả American Idol và NBC Sunday Night Football, những chương trình đã xếp trên NCIS trong ba mùa trước.
- Vào ngày 15 tháng 1 năm 2013, tác phẩm đã vượt qua số lượng người xem cao nhất của loạt phim trước, với tập 10 "Shiva" thu hút đến 22.86 triệu người xem.[79]

### Giải thưởng
| Giải thưởng                         | Năm  | Hạng mục                                                                                               | Người nhận                                                                               | Kết quả   | Ref.    |
| ----------------------------------- | ---- | --- | ---------------------------------------------------------------------------------------- | --------- | ------- |
| Giải ALMA                           | 2008 | Nữ Diễn Viên Chính Phim Truyền Hình Chính Kịch Xuất Sắc Nhất                                           | Cote de Pablo                                                                            | Đề cử     | [ 80 ]  |
| Giải ALMA                           | 2009 | Nữ Diễn Viên Chính Phim Truyền Hình Chính Kịch Của Năm                                                 | Cote de Pablo                                                                            | Đề cử     | [ 81 ]  |
| Giải ALMA                           | 2011 | Nữ Diễn Viên Truyền Hình Được Yêu Thích Nhất - Vai Chính Phim Chính Kịch                               | Cote de Pablo                                                                            | Đoạt giải | [ 82 ]  |
| Giải ALMA                           | 2012 | Nữ Diễn Viên Truyền Hình Chính Kịch Được Yêu Thích Nhất                                                | Cote de Pablo                                                                            | Đề cử     | [ 83 ]  |
| Giải ASCAP                          | 2004 | Top Series Truyền Hình                                                                                 | Steven Bramson                                                                           | Đoạt giải | [ 84 ]  |
| Giải ASCAP                          | 2004 | Top Series Truyền Hình                                                                                 | Matt Hawkins, Maurice Jackson, Neil Martin                                               | Đoạt giải | [ 84 ]  |
| Giải ASCAP                          | 2006 | Top Series Truyền Hình                                                                                 | Matt Hawkins, Maurice Jackson, Neil Martin                                               | Đoạt giải | [ 85 ]  |
| Giải ASCAP                          | 2007 | Top Series Truyền Hình                                                                                 | Matt Hawkins, Maurice Jackson, Neil Martin                                               | Đoạt giải | [ 86 ]  |
| Giải ASCAP                          | 2008 | Top Series Truyền Hình                                                                                 | Matt Hawkins, Maurice Jackson, Neil Martin                                               | Đoạt giải | [ 87 ]  |
| Giải ASCAP                          | 2009 | Top Series Truyền Hình                                                                                 | Matt Hawkins, Maurice Jackson, Neil Martin                                               | Đoạt giải | [ 88 ]  |
| Giải ASCAP                          | 2010 | Top Series Truyền Hình                                                                                 | Matt Hawkins, Maurice Jackson, Neil Martin                                               | Đoạt giải | [ 89 ]  |
| Giải ASCAP                          | 2011 | Top Series Truyền Hình                                                                                 | Matt Hawkins, Maurice Jackson, Neil Martin                                               | Đoạt giải | [ 90 ]  |
| Giải ASCAP                          | 2012 | Top Series Truyền Hình                                                                                 | Matt Hawkins, Maurice Jackson, Neil Martin                                               | Đoạt giải | [ 91 ]  |
| Giải ASCAP                          | 2013 | Top Series Truyền Hình                                                                                 | Matt Hawkins, Maurice Jackson, Neil Martin                                               | Đề cử     | [ 92 ]  |
| Giải Điện Ảnh & Truyền Hình BMI     | 2005 | Giải Âm Nhạc Truyền Hình Mạng BMI                                                                      | Joseph Conlan                                                                            | Đoạt giải | [ 93 ]  |
| Giải Điện Ảnh & Truyền Hình BMI     | 2008 | Giải Âm Nhạc Truyền Hình Mạng BMI                                                                      | Brian Kirk                                                                               | Đoạt giải | [ 94 ]  |
| Giải Điện Ảnh & Truyền Hình BMI     | 2009 | Giải Âm Nhạc Truyền Hình Mạng BMI                                                                      | Brian Kirk                                                                               | Đoạt giải | [ 95 ]  |
| Giải Điện Ảnh & Truyền Hình BMI     | 2010 | Giải Âm Nhạc Truyền Hình Mạng BMI                                                                      | Brian Kirk                                                                               | Đoạt giải | [ 96 ]  |
| Giải Điện Ảnh & Truyền Hình BMI     | 2011 | Giải Âm Nhạc Truyền Hình Mạng BMI                                                                      | Brian Kirk                                                                               | Đoạt giải | [ 97 ]  |
| Giải Điện Ảnh & Truyền Hình BMI     | 2012 | Giải Âm Nhạc Truyền Hình Mạng BMI                                                                      | Brian Kirk                                                                               | Đoạt giải | [ 98 ]  |
| Giải Điện Ảnh & Truyền Hình BMI     | 2013 | Giải Âm Nhạc Truyền Hình Mạng BMI                                                                      | Brian Kirk                                                                               | Đoạt giải | [ 99 ]  |
| Giải Điện Ảnh & Truyền Hình BMI     | 2014 | Giải Âm Nhạc Truyền Hình Mạng BMI                                                                      | Brian Kirk                                                                               | Đoạt giải | [ 100 ] |
| Giải Điện Ảnh & Truyền Hình BMI     | 2015 | Giải Âm Nhạc Truyền Hình Mạng BMI                                                                      | Brian Kirk                                                                               | Đoạt giải | [ 101 ] |
| Giải Điện Ảnh & Truyền Hình BMI     | 2016 | Giải Âm Nhạc Truyền Hình Mạng BMI                                                                      | Brian Kirk                                                                               | Đoạt giải | [ 102 ] |
| Giải Điện Ảnh & Truyền Hình BMI     | 2017 | Giải Âm Nhạc Truyền Hình Mạng BMI                                                                      | Brian Kirk                                                                               | Đoạt giải | [ 103 ] |
| Giải Điện Ảnh & Truyền Hình BMI     | 2018 | Giải Âm Nhạc Truyền Hình Mạng BMI                                                                      | Brian Kirk                                                                               | Đoạt giải | [ 104 ] |
| Giải Điện Ảnh & Truyền Hình BMI     | 2019 | Giải Âm Nhạc Truyền Hình Mạng BMI                                                                      | Brian Kirk                                                                               | Đoạt giải | [ 105 ] |
| Giải Điện Ảnh & Truyền Hình BMI     | 2020 | Giải Âm Nhạc Truyền Hình Mạng BMI                                                                      | Brian Kirk                                                                               | Đoạt giải | [ 106 ] |
| Giải Điện Ảnh & Truyền Hình BMI     | 2021 | Giải Âm Nhạc Truyền Hình Mạng BMI                                                                      | Brian Kirk                                                                               | Đoạt giải | [ 107 ] |
| Giải Điện Ảnh & Truyền Hình BMI     | 2022 | Giải Âm Nhạc Truyền Hình Mạng BMI                                                                      | Brian Kirk                                                                               | Đoạt giải | [ 108 ] |
| Giải Thưởng Địa Điểm California     | 2008 | Đội Địa Điểm Của Năm (Truyền Hình Từng Đoạn)                                                           | Jim McClafferty, Joel Sinderman, Emily Esses, Darrin Lipscomb, Damon Rivetti             | Đoạt giải | [ 109 ] |
| Giải Thưởng Địa Điểm California     | 2013 | Đội Địa Điểm Của Năm (Truyền Hình Từng Đoạn)                                                           | Emily Kirylo, Jim McClafferty, Joel Sinderman, Michael Soleau                            | Đoạt giải | [ 110 ] |
| Giải Truyền Thông GLAAD             | 2012 | Tập Phim Lẻ Xuất Sắc (Trong Serries Không Có Nhân Vật LGBT Thông Thường)                               | NCIS                                                                                     | Đề cử     | [ 111 ] |
| Giải Truyền Thông GLAAD             | 2016 | Tập Phim Lẻ Xuất Sắc (Trong Serries Không Có Nhân Vật LGBT Thông Thường)                               | NCIS                                                                                     | Đề cử     | [ 112 ] |
| Giải Nữ Thần Vàng                   | 2014 | Giải Khán Giả Truyền Hình Quốc Tế, Phim Truyền Hình Chính Kịch Hay Nhất                                | NCIS                                                                                     | Đoạt giải | [ 3 ]   |
| Giải Nữ Thần Vàng                   | 2015 | Giải Khán Giả Truyền Hình Quốc Tế, Phim Truyền Hình Chính Kịch Hay Nhất                                | NCIS                                                                                     | Đoạt giải | [ 3 ]   |
| Giải Nữ Thần Vàng                   | 2017 | Giải Khán Giả Truyền Hình Quốc Tế, Phim Truyền Hình Chính Kịch Hay Nhất                                | NCIS                                                                                     | Đoạt giải | [ 3 ]   |
| Giải Hiệp Hội Nghề Nghiệp Hollywood | 2012 | Tổng Hợp Hình Ảnh Xuất Sắc – Truyền Hình                                                               | Bob Minshall, Mark Intravartolo, Jeremy Jozwik and Carrie Smith                          | Đoạt giải | [ 113 ] |
| Giải Hiệp Hội Nghề Nghiệp Hollywood | 2020 | Hiệu Ứng Hình Ảnh Nổi Bật – Từng Đoạn (Hơn 13 Tập)                                                     | Matt Von Brock, Javier Gallego, Carrie Smith, Erik O'Donnell, Del Depierro, Bob Minshall | Đề cử     | [ 114 ] |
| Giải Nhà Quảng Cáo ICG              | 2010 | Maxwell Weinberg Publicist Showmanship – Truyền Hình                                                   | NCIS (chia sẻ với NCIS: Los Angeles)                                                     | Đoạt giải | [ 115 ] |
| Giải Imagen                         | 2006 | Nữ Diễn Viên Phụ Xuất Sắc Nhất/Phim Truyền Hình                                                        | Cote de Pablo                                                                            | Đề cử     | [ 116 ] |
| Giải Imagen                         | 2008 | Nữ Diễn Viên Phụ Xuất Sắc Nhất/Phim Truyền Hình                                                        | Cote de Pablo                                                                            | Đoạt giải | [ 117 ] |
| Giải Imagen                         | 2009 | Nữ Diễn Viên Phụ Xuất Sắc Nhất/Phim Truyền Hình                                                        | Cote de Pablo                                                                            | Đề cử     | [ 118 ] |
| Giải Imagen                         | 2011 | Nữ Diễn Viên Chính Xuất Sắc Nhất/Phim Truyền Hình                                                      | Cote de Pablo                                                                            | Đề cử     | [ 119 ] |
| Giải Imagen                         | 2019 | Nam Diễn Viên Phụ Xuất Sắc Nhất/Phim Truyền Hình                                                       | Wilmer Valderrama                                                                        | Đoạt giải | [ 120 ] |
| Giải Imagen                         | 2020 | Nữ Diễn Viên Phụ Xuất Sắc Nhất/Phim Truyền Hình                                                        | Cote de Pablo                                                                            | Đề cử     | [ 121 ] |
| Giải Truy Cập Phương Tiện           | 2014 | Giải Hiệp Hội Tuyển Vai Hoa Kỳ                                                                         | Susan Bluestein & Jason Kennedy                                                          | Đoạt giải | [ 122 ] |
| Giải Hình Ảnh NAACP                 | 2010 | Nam Diễn Viên Phụ Phim Truyền Hình Chính Kịch Xuất Sắc Nhất                                            | Rocky Carroll                                                                            | Đề cử     | [ 123 ] |
| Giải Hình Ảnh NAACP                 | 2013 | Nam Diễn Viên Phụ Phim Truyền Hình Chính Kịch Xuất Sắc Nhất                                            | Rocky Carroll                                                                            | Đề cử     | [ 124 ] |
| Giải Sự Lựa Chọn Của Công Chúng     | 2010 | Phim Truyền Hình Chính Kịch Được Yêu Thích Nhất                                                        | NCIS                                                                                     | Đề cử     | [ 125 ] |
| Giải Sự Lựa Chọn Của Công Chúng     | 2010 | Nam Diễn Viên Truyền Hình Chính Kịch Được Yêu Thích Nhất                                               | Mark Harmon                                                                              | Đề cử     | [ 125 ] |
| Giải Sự Lựa Chọn Của Công Chúng     | 2011 | Phim Truyền Hình Chính Kịch Được Yêu Thích Nhất                                                        | NCIS                                                                                     | Đề cử     | [ 126 ] |
| Giải Sự Lựa Chọn Của Công Chúng     | 2011 | Người Chiến Đấu Tội Phạm Phim Truyền Hình Được Yêu Thích                                               | Mark Harmon                                                                              | Đề cử     | [ 126 ] |
| Giải Sự Lựa Chọn Của Công Chúng     | 2012 | Phim Truyền Hình Chính Kịch Tội Phạm Được Yêu Thích Nhất                                               | NCIS                                                                                     | Đề cử     | [ 127 ] |
| Giải Sự Lựa Chọn Của Công Chúng     | 2013 | Phim Truyền Hình Chính Kịch Tội Phạm Được Yêu Thích Nhất                                               | NCIS                                                                                     | Đề cử     | [ 128 ] |
| Giải Sự Lựa Chọn Của Công Chúng     | 2014 | Phim Truyền Hình Chính Kịch Tội Phạm Được Yêu Thích Nhất                                               | NCIS                                                                                     | Đề cử     | [ 129 ] |
| Giải Sự Lựa Chọn Của Công Chúng     | 2014 | Nữ Diễn Viên Truyền Hình Chính Kịch Được Yêu Thích Nhất                                                | Pauley Perrette                                                                          | Đề cử     | [ 129 ] |
| Giải Sự Lựa Chọn Của Công Chúng     | 2014 | Nam Diễn Viên Truyền Hình Chính Kịch Được Yêu Thích Nhất                                               | Mark Harmon                                                                              | Đề cử     | [ 129 ] |
| Giải Sự Lựa Chọn Của Công Chúng     | 2015 | Chương Trình Truyền Hình Yêu Thích                                                                     | NCIS                                                                                     | Đề cử     | [ 130 ] |
| Giải Sự Lựa Chọn Của Công Chúng     | 2015 | Biểu Tượng Truyền Hình Yêu Thích                                                                       | Mark Harmon                                                                              | Đề cử     | [ 130 ] |
| Giải Sự Lựa Chọn Của Công Chúng     | 2016 | Phim Truyền Hình Chính Kịch Tội Phạm Được Yêu Thích Nhất                                               | NCIS                                                                                     | Đề cử     | [ 131 ] |
| Giải Sự Lựa Chọn Của Công Chúng     | 2016 | Nam Diễn Viên Phim Truyền Hình Tội Phạm Chính Kịch Được Yêu Thích Nhất                                 | Mark Harmon                                                                              | Đề cử     | [ 131 ] |
| Giải Sự Lựa Chọn Của Công Chúng     | 2016 | Nữ Diễn Viên Phim Truyền Hình Tội Phạm Chính Kịch Được Yêu Thích Nhất                                  | Pauley Perrette                                                                          | Đề cử     | [ 131 ] |
| Giải Sự Lựa Chọn Của Công Chúng     | 2017 | Phim Truyền Hình Chính Kịch Tội Phạm Được Yêu Thích Nhất                                               | NCIS                                                                                     | Đề cử     | [ 132 ] |
| Giải Sự Lựa Chọn Của Công Chúng     | 2017 | Nam Diễn Viên Phim Truyền Hình Tội Phạm Chính Kịch Được Yêu Thích Nhất                                 | Mark Harmon                                                                              | Đoạt giải | [ 132 ] |
| Giải Sự Lựa Chọn Của Công Chúng     | 2017 | Nữ Diễn Viên Phim Truyền Hình Tội Phạm Chính Kịch Được Yêu Thích Nhất                                  | Pauley Perrette                                                                          | Đề cử     | [ 132 ] |
| Giải Emmy Giờ Vàng                  | 2005 | Nam Diễn Viên Khách Mời Phim Truyền Hình Chính Kịch Xuất Sắc Nhất                                      | Charles Durning / "Call of Silence"                                                      | Đề cử     | [ 133 ] |
| Giải Emmy Giờ Vàng                  | 2008 | Điều Phối Viên Pha Mạo Hiểm Xuất Sắc Nhất                                                              | Diamond Farnsworth / "Requiem"                                                           | Đề cử     | [ 134 ] |
| Giải Emmy Giờ Vàng                  | 2013 | Điều Phối Viên Pha Mạo Hiểm Xuất Sắc Nhất Cho Phim Truyền Hình Chính Kịch, Miniseries Hoặc Điện Ảnh    | Diamond Farnsworth / "Revenge"                                                           | Đề cử     | [ 135 ] |
| Giải Phim Truyền Hình Quốc Tế Seoul | 2010 | Phim Truyền Hình Nước Ngoài Được Yêu Thích Nhất Trong Năm                                              | NCIS                                                                                     | Đoạt giải | [ 136 ] |
| Giải Joey                           | 2018 | Nam Diễn Viên Chính Phim Truyền Hình Xuất Sắc Nhất                                                     | Alexander Davis                                                                          | Đề cử     | [ 137 ] |
| Giải Hiệp Hội Hiệu Ứng Hình Ảnh     | 2004 | Tranh Mờ Xuất Sắc Trong Chương Trình Truyền Hình, Video Ca Nhạc Hoặc Quảng Cáo                         | Steven J. Rogers / "Yankee White"                                                        | Đề cử     | [ 138 ] |
| Giải Nghệ Sĩ Trẻ                    | 2005 | Màn Trình Diễn Phim Truyền Hình Xuất Sắc Nhất (Hài Kịch Hoặc Chính Kịch) – Nam Diễn Viên Nhí Khách Mời | Cody Estes                                                                               | Đề cử     | [ 139 ] |
| Giải Nghệ Sĩ Trẻ                    | 2008 | Màn Trình Diễn Phim Truyền Hình Xuất Sắc Nhất – Nam Diễn Viên Nhí Khách Mời                            | Dominic Scott Kay / "Lost & Found"                                                       | Đề cử     | [ 140 ] |
| Giải Nghệ Sĩ Trẻ                    | 2011 | Màn Trình Diễn Phim Truyền Hình Xuất Sắc Nhất – Nữ Diễn Viên Nhí Khách Mời Độ Tuổi 15-11               | Madisen Beaty                                                                            | Đoạt giải | [ 141 ] |
| Giải Nghệ Sĩ Trẻ                    | 2011 | Màn Trình Diễn Phim Truyền Hình Xuất Sắc Nhất – Nữ Diễn Viên Nhí Khách Mời Độ Tuổi 15-11               | Sadie Calvano                                                                            | Đề cử     | [ 141 ] |
| Giải Nghệ Sĩ Trẻ                    | 2012 | Màn Trình Diễn Phim Truyền Hình Xuất Sắc Nhất – Nữ Diễn Viên Nhí Khách Mời Từ 10 Tuổi Trở Xuống        | Madisen Beaty                                                                            | Đề cử     | [ 142 ] |
| Giải Nghệ Sĩ Trẻ                    | 2020 | Màn Trình Diễn Nghệ Sĩ Tuổi Teen Khách Mời Xuất Sắc Nhất - Phim Truyền Hình                            | Sloane Morgan Siegel                                                                     | Đề cử     | [ 143 ] |
| Giải Nghệ Sĩ Giải Trí Trẻ           | 2018 | Nam Diễn Viên Nhí Khách Mời Xuất Sắc Nhất Từ 10 Tuổi Trở Xuống – Phim Truyền Hình                      | Alexander Davis                                                                          | Đề cử     | [ 144 ] |
| Giải Nghệ Sĩ Giải Trí Trẻ           | 2020 | Nam Diễn Viên Nhí Khách Mời Xuất Sắc Nhất - Phim Truyền Hình                                           | Sloane Morgan Siegel                                                                     | Đề cử     | [ 145 ] |

## Nhượng quyền

### NCIS: Los Angeles
Vào tháng 11 năm 2008, truyền thông đưa tin series phụ đầu tiên lấy bối cảnh tại Los Angeles sẽ được giới thiệu trong tập phim thử nghiệm chia làm hai phần ở mùa thứ sáu của NCIS. "Legend (Part I)" và "Legend (Part II)" phát sóng lần lượt vào ngày 28 tháng 4 và 5 tháng 5 năm 2009. Trong tháng 5, CBS quyết định lựa chọn loạt phim lấy tiêu đề là NCIS: Los Angeles.
Tác phẩm có sự tham gia của Chris O'Donnell trong vai Đặc Vụ G. Callen, LL Cool J hóa thân thành Đặc Vụ Sam Hanna, Louise Lombard đảm nhận nhân vật Đặc vụ Lara Macy, Peter Cambor sẽ là Nhà Tâm Lý Học Điều Hành Nate Getz và Daniela Ruah đóng vai trò là Đặc Vụ Kensi Blye. Sau thông cáo chính thức của CBS, báo chí xác nhận Lombard sẽ không tiếp tục đồng hành cùng dự án. Linda Hunt và Adam Jamal Craig lần lượt được bổ sung vào vai Giám Đốc OSP Henrietta Lange và Đặc Vụ Dom Vail. Craig không trở lại mùa thứ hai và được thay thế bởi Eric Christian Olsen (Marty Deeks), đây là vai chính lên sóng thường xuyên xuyên suốt bộ phim.
Các nhân vật từ nguyên tác NCIS cũng xuất hiện trong phần ngoại truyện. Rocky Carroll vào vai định kỳ Leon Vance, Pauley Perrette góp mặt với danh nghĩa khách mời (Abby Sciuto) trong các tập "Killshot" và "Random on Purpose" của phần mở đầu.
NCIS: Los Angeles được tạo ra bởi Shane Brennan. Trong tháng 4 năm 2011, nhà sáng tạo tác phẩm gốc Donald Bellisario đâm đơn kiện hãng CBS về dự án vì hợp đồng đã cho anh "cơ hội đầu tiên" để phát triển phần phụ hoặc phần tiếp theo. Vụ kiện bị một thẩm phán bác bỏ vào tháng 6 năm 2012, tuy nhiên các cuộc thương thảo vẫn tiếp tục diễn ra giữa CBS và Bellisario. Đến tháng 1 năm 2013, tranh chấp đã giải quyết ổn thỏa bên ngoài tòa án một tuần trước khi chính thức đưa ra xét xử, các điều khoản thỏa thuận không được tiết lộ nhưng được mô tả là thân thiện.

### NCIS: New Orleans
Vào tháng 9 năm 2013, báo cáo truyền thông cho biết loạt phim phụ thứ hai lấy bối cảnh vùng New Orleans sẽ được giới thiệu trong tập thử nghiệm chia làm hai phần ở mùa 11 của NCIS với tiêu đề "Crescent City (Part I)" và "Crescent City (Part II)". Tác phẩm quay trong tháng 2 năm 2014 và phát sóng lần lượt vào ngày 25 tháng 3 và 1 tháng 4 cùng năm. Ngôi sao NCIS Mark Harmon và Gary Glasberg là giám đốc sản xuất dự án, trước đó họ đã thảo luận về ý tưởng và cho biết "Đó còn hơn cả một tập phim quét" (nghĩa là tập phim có chủ đề khiêu khích và thu hút hàng đầu về xếp hạng truyền hình). Theo Glasberg, tiền đề ở đây chính là "tất cả về văn phòng NCIS nhỏ bé nằm bên dưới [New Orleans] và các trường hợp mà họ gặp phải". Đến tháng 5 năm 2014, CBS quyết định lựa chọn series ngoại truyện thứ hai của nguyên tác với tựa đề là NCIS: New Orleans.
Dự án có sự góp mặt của Scott Bakula vào vai Đặc Vụ Dwayne Cassius Pride, Lucas Black đảm nhận Đặc vụ Christopher LaSalle, Zoe McLellan hóa thân thành Đặc Vụ Meredith "Merri" Brody, nhân vật Sebastian Lund do Rob Kerkovich thể hiện và CCH Pounder sẽ là Tiến Sĩ Loretta Wade. Daryl "Chill" Mitchell, Shalita Grant và Vanessa Ferlito tham gia dàn diễn viên chính sau đó, họ lần lượt đóng vai chuyên gia máy tính Patton Plame, Đặc Vụ Sonja Percy và Tammy Gregorio.
NCIS và NCIS: New Orleans đã có hai lần giao nhau trong sự kiện, cụ thể:
- "Sister City" (phần 13): Anh trai của Abby bị tình nghi đầu độc các hành khách và phi hành đoàn trên một chiếc máy bay tư nhân đi từ New Orleans đến Washington, D.C..
- "Pandora's Box" (phần 14): Một cuốn sách chứa vở kịch lý thuyết về khủng bố bị đánh cắp và bán đấu giá trên thị trường chợ đen khi tổ chức cố vấn an ninh nội địa của Abby bị xâm phạm.

### NCIS: Hawaiʻi
Ngày 16 tháng 2 năm 2021, trên mạng xuất hiện thông tin phần phụ lấy bối cảnh ở Hawaii đang được thực hiện bởi giám đốc điều hành của NCIS: New Orleans là Christopher Silber và Jan Nash. Đến ngày 23 tháng 4, CBS chính thức cho phép sản xuất dự án tiếp theo và dự định đưa vào nhân vật nữ chính đầu tiên của loạt phim. Chương trình ra mắt trên kênh CBS vào ngày 20 tháng 9 cùng năm, nữ diễn viên Vanessa Lachey đảm nhận tuyến vai chính.

### NCIS: Sydney
Ngày 16 tháng 2 năm 2022, truyền thông loan báo tin loạt phim ngoại truyện lấy bối cảnh ở Sydney, Australia đang được thực hiện. Nhà sản xuất Shane Brennan của NCIS: Los Angeles sẽ tham gia vào dự án, đây là phần phụ quốc tế đầu tiên cho nhượng quyền thương mại NCIS với sự góp mặt của các diễn viên và nhà sản xuất địa phương người Úc. Bộ phim ra mắt trên kênh Network 10 cũng tại khu vực này và có sẵn để phát trực tuyến toàn thế giới ở dịch vụ đăng ký video theo yêu cầu Paramount+ vào năm 2023.